# Liste der Monuments historiques in Lalœuf
Die Liste der Monuments historiques in Lalœuf führt die Monuments historiques in der französischen Gemeinde Lalœuf auf.

## Liste der Immobilien
| Bezeichnung    | Beschreibung                                                              | Standort                       | Kennzeichnung | Schutzstatus | Datum | Bild           |
| -------------- | ------------------------------------------------------------------------- | ------------------------------ | ------------- | ------------ | ----- | -------------- |
| Kirche St-Rémy | aus dem dritten Viertel des 12. Jahrhunderts, im 16. Jahrhundert umgebaut | Puxe, place de l’Église (Lage) | PA00106052    | Inscrit      | 1926  | weitere Bilder |